# Leptocerus didymatus
Leptocerus didymatus är en nattsländeart som först beskrevs av Barnard 1934.  Leptocerus didymatus ingår i släktet Leptocerus och familjen långhornssländor. Inga underarter finns listade i Catalogue of Life.